# Фосфораміди

Фосфораміди.

Фосфораміди (англ. phosphoramides, рос. фосфорамиды) — хімічні сполуки, в яких одна або більше ОН груп фосфатної кислоти замінені на аміно- або заміщену аміногрупу. Звичайно обмежується фосфатними триамідами P(=O)(NR2)3, оскільки заміна одної або двох ОН груп дає фосфороамідові кислоти: P(=O)(OH)(NR2)2, P(=O)(OH)2(NR2).